# RAF Tangmere
RAF Tangmere fue una estación de la Royal Air Force ubicada en Tangmere, Inglaterra, famosa por su papel en la batalla de Gran Bretaña. El famoso as y comandante de ala, Douglas Bader, y el entonces inexperto Johnnie Johnson estuvieron estacionados en Tangmere en 1941.

## Historia

### Primera Guerra Mundial
El aeródromo fue fundado en 1917 para ser utilizado por el Real Cuerpo Aéreo como base de entrenamiento. En 1918 fue entregado a las Fuerzas Aéreas del Ejército de los Estados Unidos (USAAF, por sus siglas en inglés) como campo de entrenamiento, y continuó como tal hasta el final de la Gran Guerra en noviembre de ese año, después de lo cual el aeródromo fue suspendido.
En 1925, la estación se reabrió para servir al Fleet Air Arm de la RAF, y entró en funcionamiento en 1926 con el 43.er Escuadrón equipado con el biplano Gloster Gamecocks (hay una hilera de casas ubicadas cerca de la entrada del museo llamada Gamecock Terrace).

### Segunda Guerra Mundial
Cuando la guerra amenazaba a fines de la década de 1930, los aviones de combate con base en Tangmere se volvieron más rápidos, con Hawker Furies, Gloster Gladiators y Hawker Hurricanes en uso. En 1939, el aeródromo se amplió para defender la costa sur contra el ataque de la Luftwaffe, siendo el único hotel de Tangmere y algunas casas demolidas en el proceso. La RAF se apoderó de la mayoría de las casas en el centro de la aldea, con solo 6-8 familias permitidas para quedarse. La aldea no recuperaría su condición de comunidad civil hasta 1966.

Una línea de Supermarine Spitfire Mark VB del 131º Escuadrón de la RAF, en preparación para un barrido en Merston, un aeródromo satélite de Tangmere

En agosto de 1940, el primer escuadrón (602.º Escuadrón de la RAF) de Supermarine Spitfires se basó en el aeródromo satélite en las cercanías de Westhampnett, cuando comenzó la batalla de Gran Bretaña . Para entonces, la mayoría de los aldeanos habían sido evacuados y habían surgido grandes extensiones de edificios de la RAF.
La primera, y peor, incursión enemiga en la estación se produjo el 16 de agosto de 1940, cuando cientos de cazas y bombarderos Stuka cruzaron la costa inglesa y atacaron Tangmere. Hubo daños importantes en edificios y aviones en tierra, dejando 14 miembros del personal de tierra y 6 civiles muertos. Sin embargo, la estación se mantuvo en servicio y volvió a estar en pleno funcionamiento.

Durante la guerra, la estación fue utilizada por el Servicio Especial de la Royal Air Force cuando el 161.º Escuadrón de Lysander descendió para realizar sus operaciones de inserción y recogida en la Europa ocupada. El SOE (por sus siglas en inglés) utilizó Tangmere Cottage, frente a la entrada principal de la base, para albergar y recibir a sus agentes. Hoy la cabaña luce una placa conmemorativa de su antigua vida secreta.

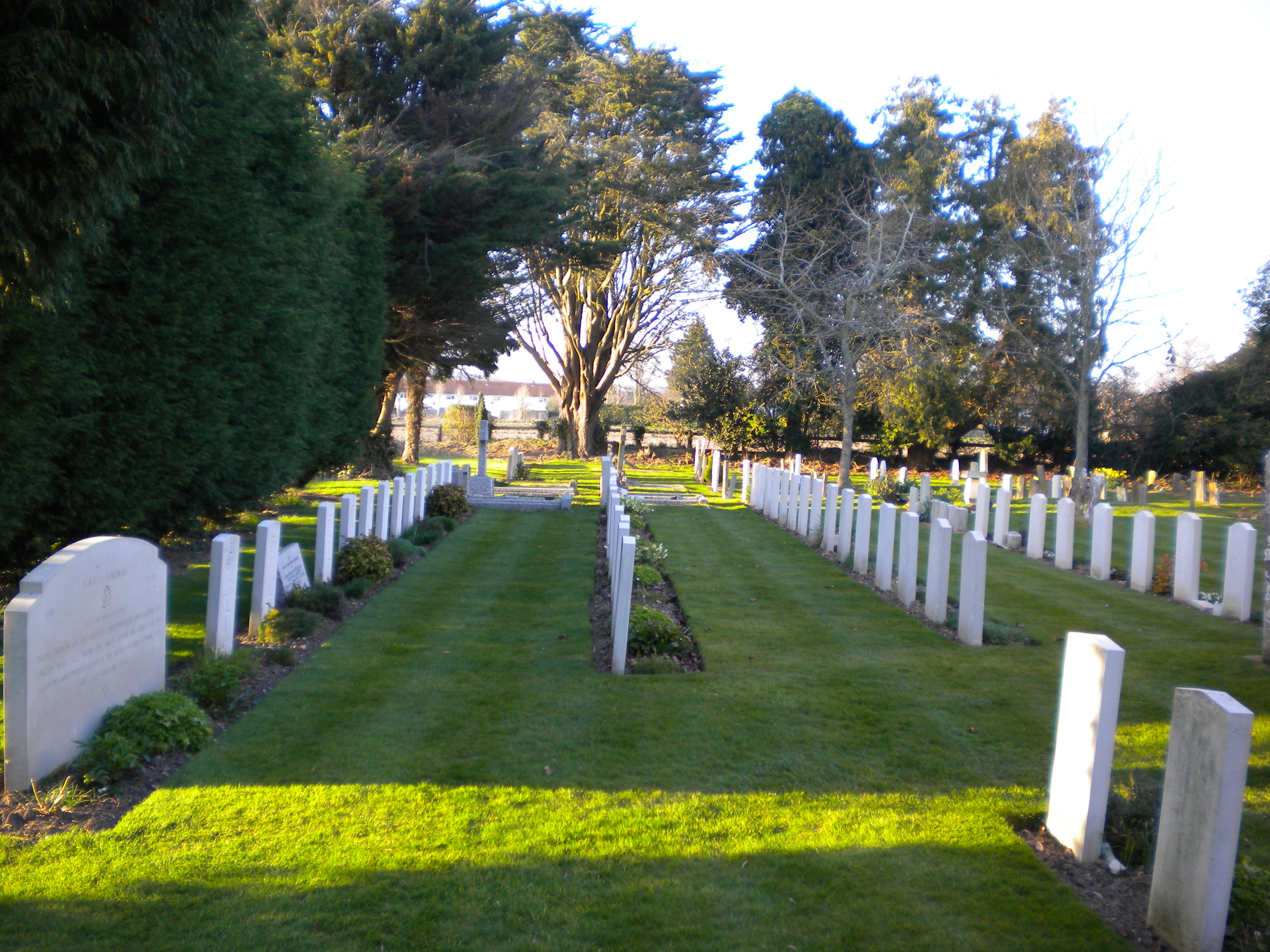
Tumbas de pilotos de Alemania (derecha) y de la Commonwealth, Iglesia de St. Andrews. La gran lápida es un recuerdo de los pilotos perdidos en el mar.

Más adelante en la guerra, cuando la RAF pasó de la defensa al ataque, el Capitán del Grupo Douglas Bader, el as sin piernas, comandó el ala Tangmere del Comando de combate. Hoy se le conmemora con una placa en el exterior del antiguo pub Bader Arms, ahora una tienda de alimentos cooperativos en el pueblo. El 616.º Escuadrón, que incluía a Johnnie Johnson y Hugh Dundas, llegó a Tangmere a finales de febrero de 1941. Johnson se convirtió en el as de combate de los aliados occidentales con mayor puntuación contra la Luftwaffe.
Muchos de los que murieron en la base, de ambos lados en conflicto, están enterrados en el cementerio de la Iglesia de St. Andrews, Tangmere, actualmente atendido por la Comisión de Tumbas de Guerra la Commonwealth. El piloto estadounidense de la RAF Billy Fiske, que murió en Tangmere en 1940, fue uno de los primeros aviadores estadounidenses en morir durante la Segunda Guerra Mundial.

### Posguerra
Después de la guerra, el vuelo de alta velocidad de la RAF se basó en Tangmere como parte de Central Fighter Establishment. En septiembre de 1946, un récord mundial de velocidad del aire de 991 km/h (616 mph) fue fijado por el capitán de grupo Edward "Teddy" Mortlock Donaldson en un Gloster Meteor ; después de su muerte en 1992, fue enterrado en la Iglesia de St. Andrews. En septiembre de 1953, el líder de escuadrón Neville Duke se convirtió en poseedor del récord mundial de velocidad aérea cuando voló un Hawker Hunter a 1170 km/h (727 mph) - el 50 aniversario de este evento se conmemoró en 2003. El Ala de Comunicaciones Tácticas del 38.º Grupo de la RAF y el 244.º Escuadrón de Señales (Apoyo Aéreo) fueron las últimas unidades en dejar la base, trasladándose a la RAF Benson.
El 1 de junio de 1950, un Gloster Meteor que volaba hacia el este sobre Portsmouth informó de un OVNI a 20.000 pie. También es visto por el radar en RAF Wartling, y fue descrito como 'el primer platillo volador de Gran Bretaña', y condujo a la creación del Grupo de Trabajo Flying Saucer en el mismo año.
A fines de la década de 1950, el vuelo se restringió a la calibración del radar terrestre y la Escuela de Idiomas de Servicios Conjuntos se mudó allí. En 1960 la estación recibió la "Libertad de Chichester" y el evento estuvo marcado por una marcha por el pueblo y servicio en la Catedral.
Algunas de las últimas unidades voladoras que se basaron en la estación incluyeron:
- 245.º Escuadrón de la RAF (25 de agosto de 1958 - 19 de abril de 1963) (Canberra B.2, disuelto al renumerarse al 98.º Escuadrón, 19 de abril de 1963).
- 98.º Escuadrón de la RAF (19 de abril - 1 de octubre de 1963) (trasladado a RAF Watton )
- 115.º Escuadrón de la RAF (25 de agosto de 1958 - 1 de octubre de 1963)
- Vuelo 'B', 22.º Escuadrón de la RAF (junio de 1961 - mayo de 1964)

En 1963-64 se fueron las últimas unidades voladoras. Sin embargo, la estación continuó utilizándose durante varios años y, en 1968, el príncipe Carlos tomó su primera lección de vuelo en Tangmere. La estación finalmente cerró el 16 de octubre de 1970; un solo Spitfire voló sobre el aeródromo mientras la bandera de la RAF era bajada.

## Uso actual
Tras el cierre de la estación de la RAF, parte de la tierra alrededor de las pistas se volvió a dedicar a la agricultura. Los viveros del aeródromo de Tangmere han construido grandes invernaderos para el cultivo de pimientos y berenjenas.

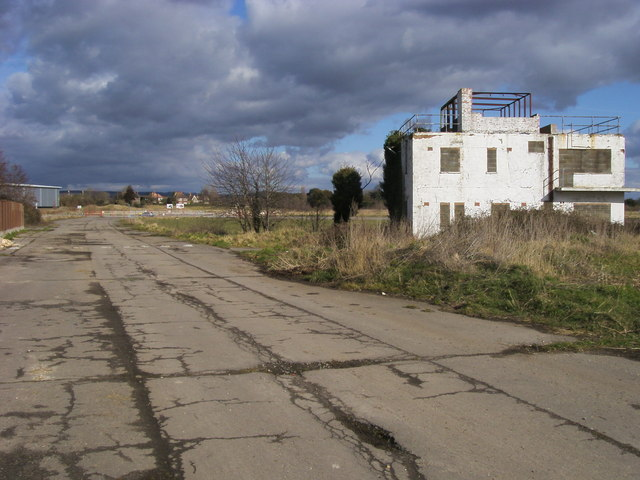
Torre de control RAF Tangmere en 2009

Hasta 1983 37 acres (149 733,8 m²) de cuarteles, bloques de administración y talleres de reparación permanecieron abandonados hasta que fueron compradas por Seawards Properties Ltd. Las viviendas pronto se extendieron por el aeródromo y la mayoría de los edificios de la RAF fueron demolidos. Las dependencias de los oficiales se han conservado como hogares y quedan dos edificios originales de la RAF, la Torre de Control de grado II y uno de los edificios de alojamiento del 'Bloque H'.
La mayor parte del aeródromo ahora está explotado y, desde 1979, las pistas de aterrizaje se han eliminado lentamente, lo que devolvió todo el aeródromo a la agricultura a gran escala una vez más. En 2016 se retiraron la última pieza de delantal y los tres hangares T.2, construyéndose casas en su lugar en una calle llamada Hangar Drive.
La torre de control abandonada forma parte de la granja, pero ahora está tapiada y parcialmente cubierta de maleza. Se convirtió en un edificio catalogado de grado II a partir de 2011 y se colocó en el registro de patrimonio en riesgo en 2015.  Actualmente se está llevando a cabo una campaña para restaurar la torre de control que ha recibido cobertura de la prensa local y nacional. Esto está siendo dirigido por Tangmere Tower Community Interest Company, que volvió a presentar 'The Eisenhower Dinner' en el Chichester Harbour Hotel en 2019 para conmemorar el 75 aniversario de la comida original del general Eisenhower en 1944. El CIC está trabajando con el Museo de Aviación local, la Universidad de Chichester y la Policía de Sussex. Han presentado con su arquitecto una solicitud de planificación para la fase uno del proyecto.

### Museo de Aviación Militar de Tangmere

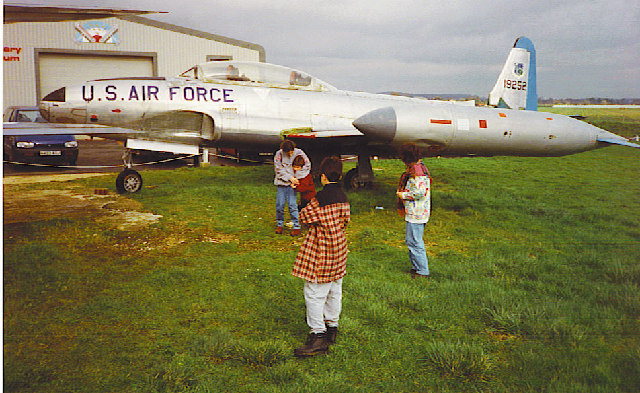
Museo del Aire de Tangmere, febrero de 1995

El Museo de Aviación Militar de Tangmere fue fundado por un grupo de entusiastas veteranos. Posee una réplica de los caza Spitfire y Hurricane, así como muchos aviones originales, incluido el Hawker Hunter, el récord de velocidad de Neville Duke. En exhibición se encuentra el meteorito 'Star' volado por Teddy Donaldson cuando estableció el récord mundial de velocidad aérea en septiembre de 1946, rompiendo los 1.000 Barrera km/h.

## Locomotora 34067
Varias de las locomotoras 'Light Pacifics' de Oliver Bulleid recibieron el nombre de escuadrones, estaciones o comandantes de la Batalla de Inglaterra. Una de esas locomotoras que se conserva y todavía funciona en la línea principal se llama "Tangmere" (no. 34067).